# Русанівські дерева
Русанівські дерева — ботанічна пам'ятка природи місцевого значення в Україні. Знаходиться в східній частині с. Русанівка на подвір'ї Русанівського навчально-виховного комплексу.
Статус надано 01.12.2006. Площа - 0,03 га. 
Охороняються два вікових дерева дуба звичайного (віком 150 років) та бархату амурського. Пам'ятка природи пов'язана з історією школи.

## Галерея

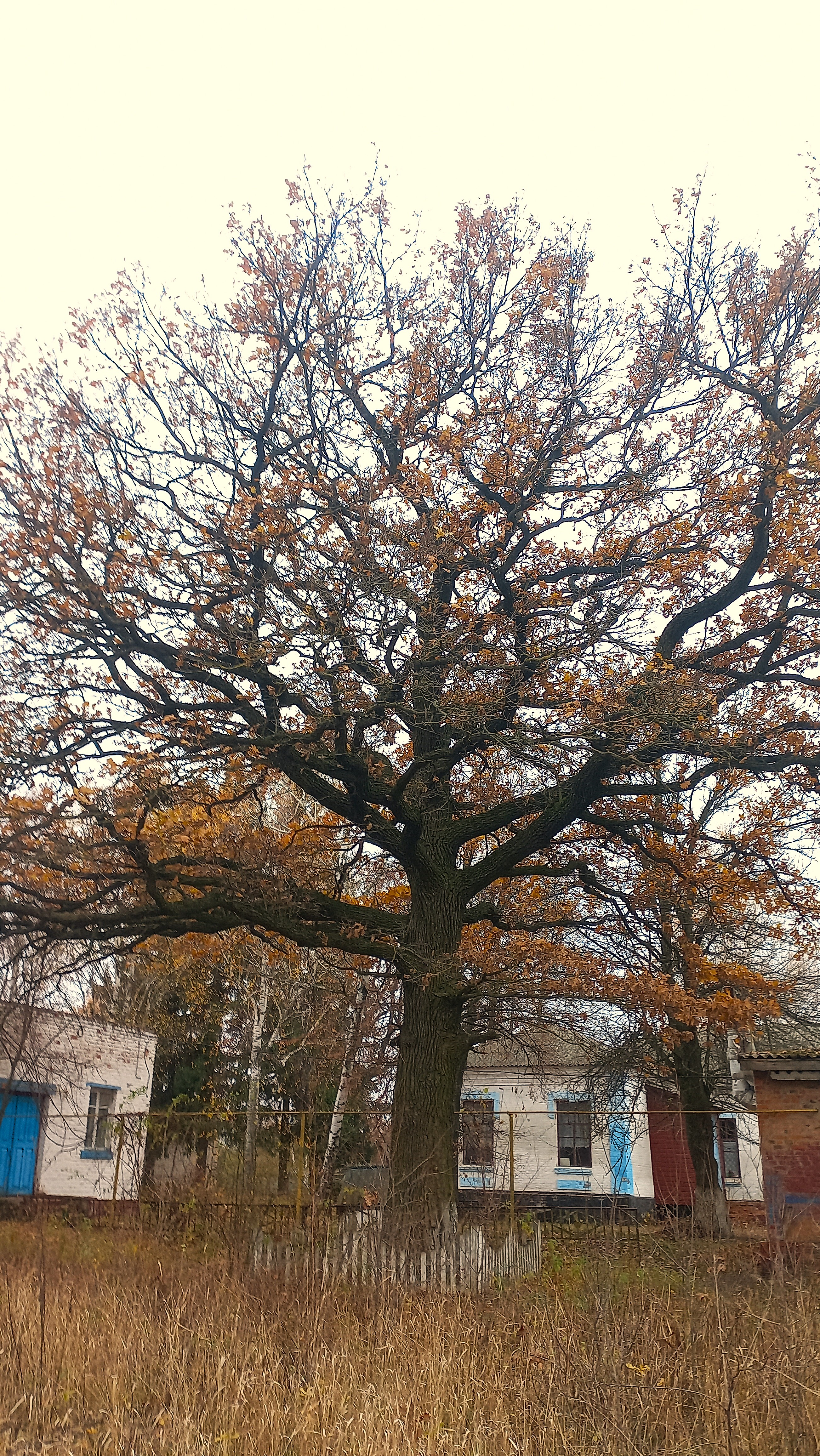
Русанівські дерева дуб
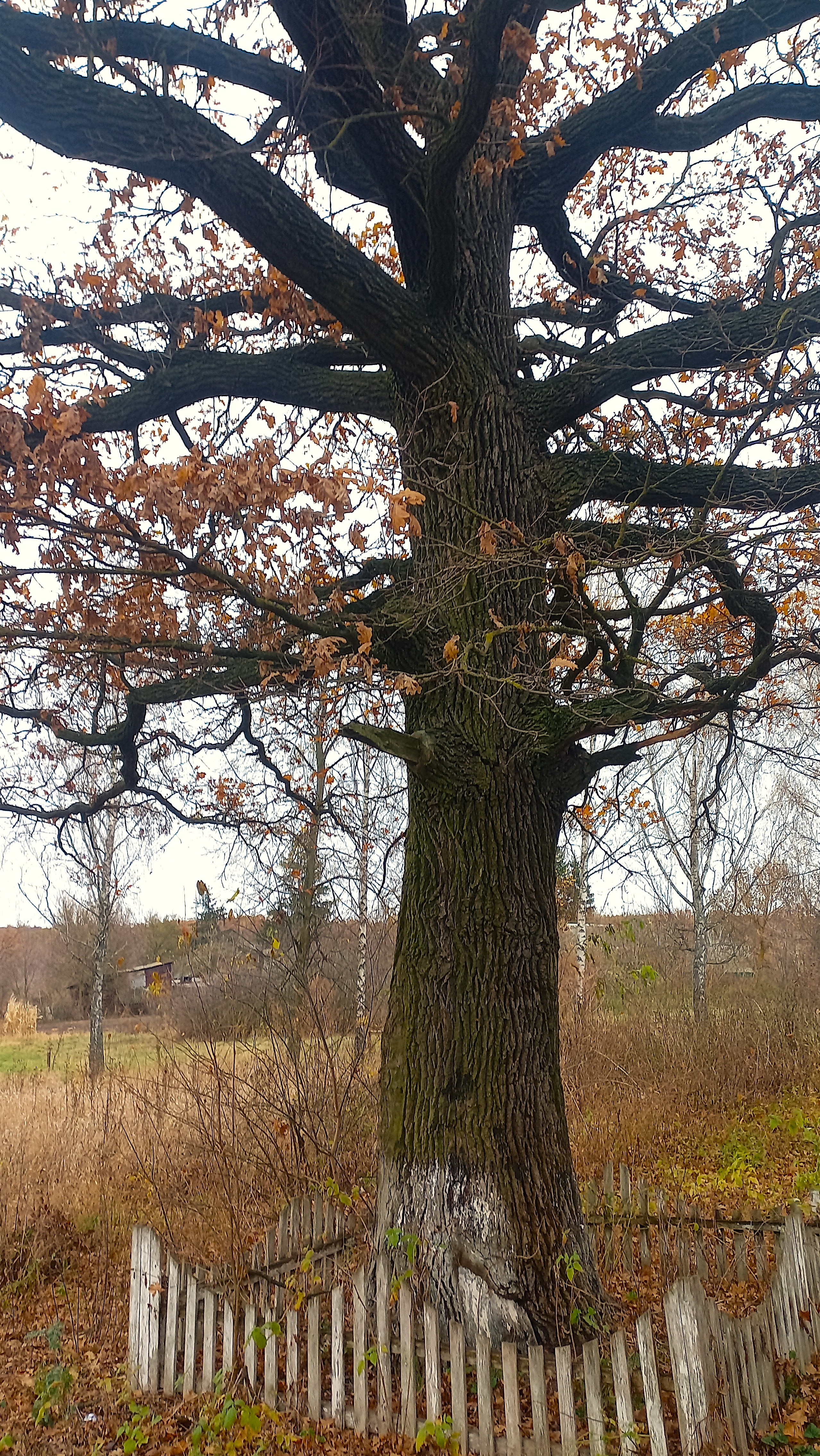
Русанівські Дерева стовбур дуба